# Dom zu Strängnäs

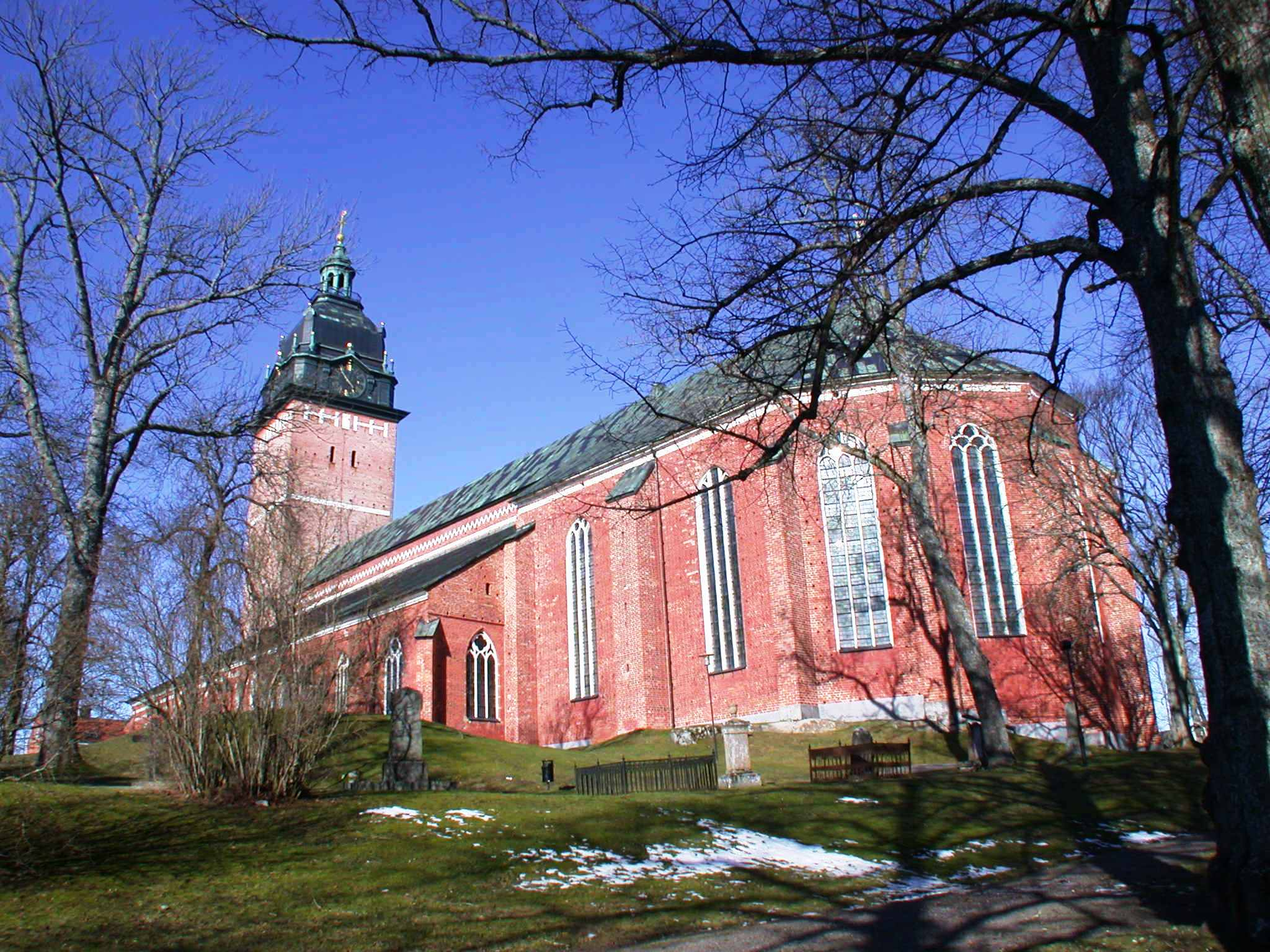
Der Dom zu Strängnäs

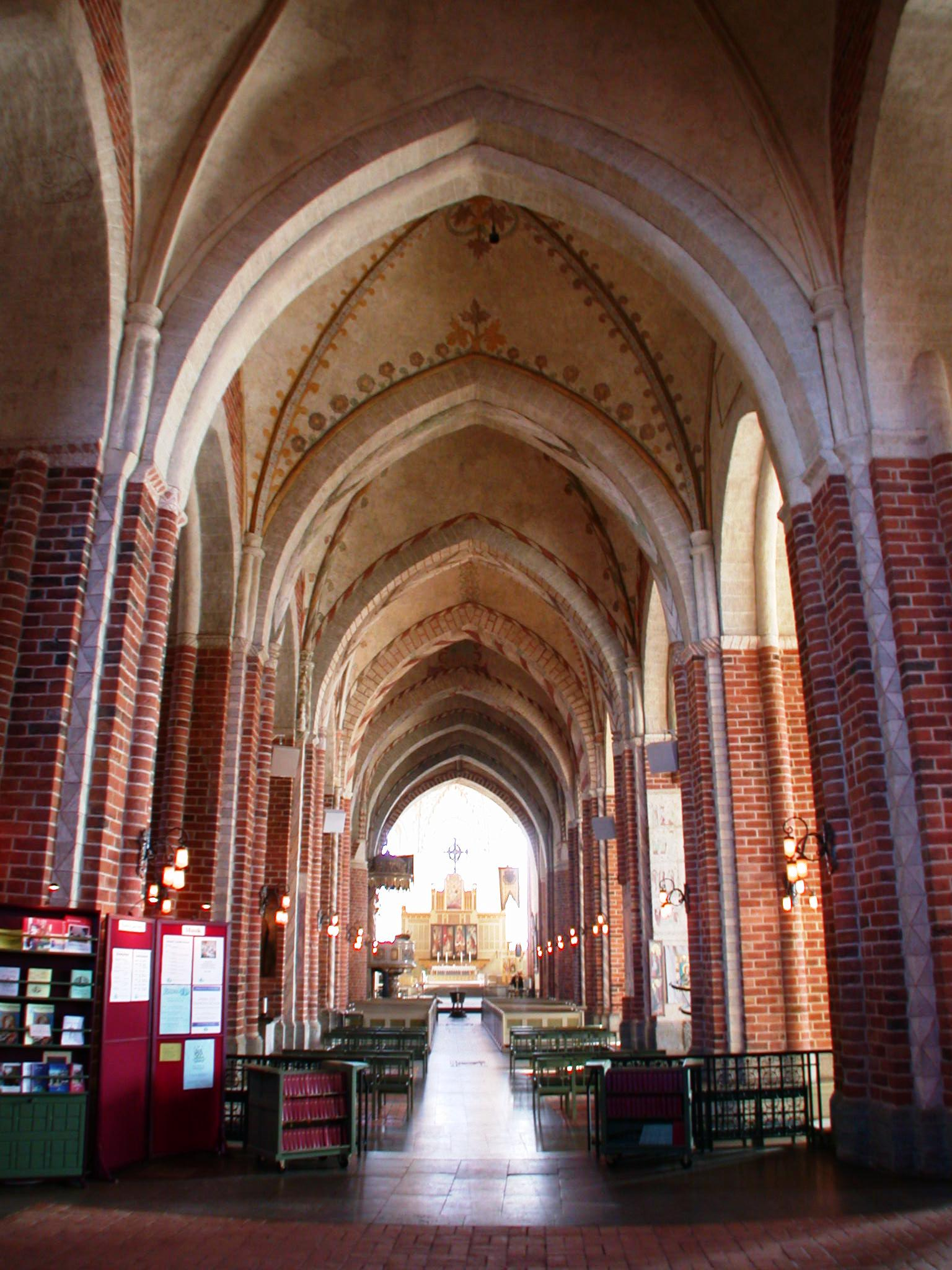
Langhaus und Chor

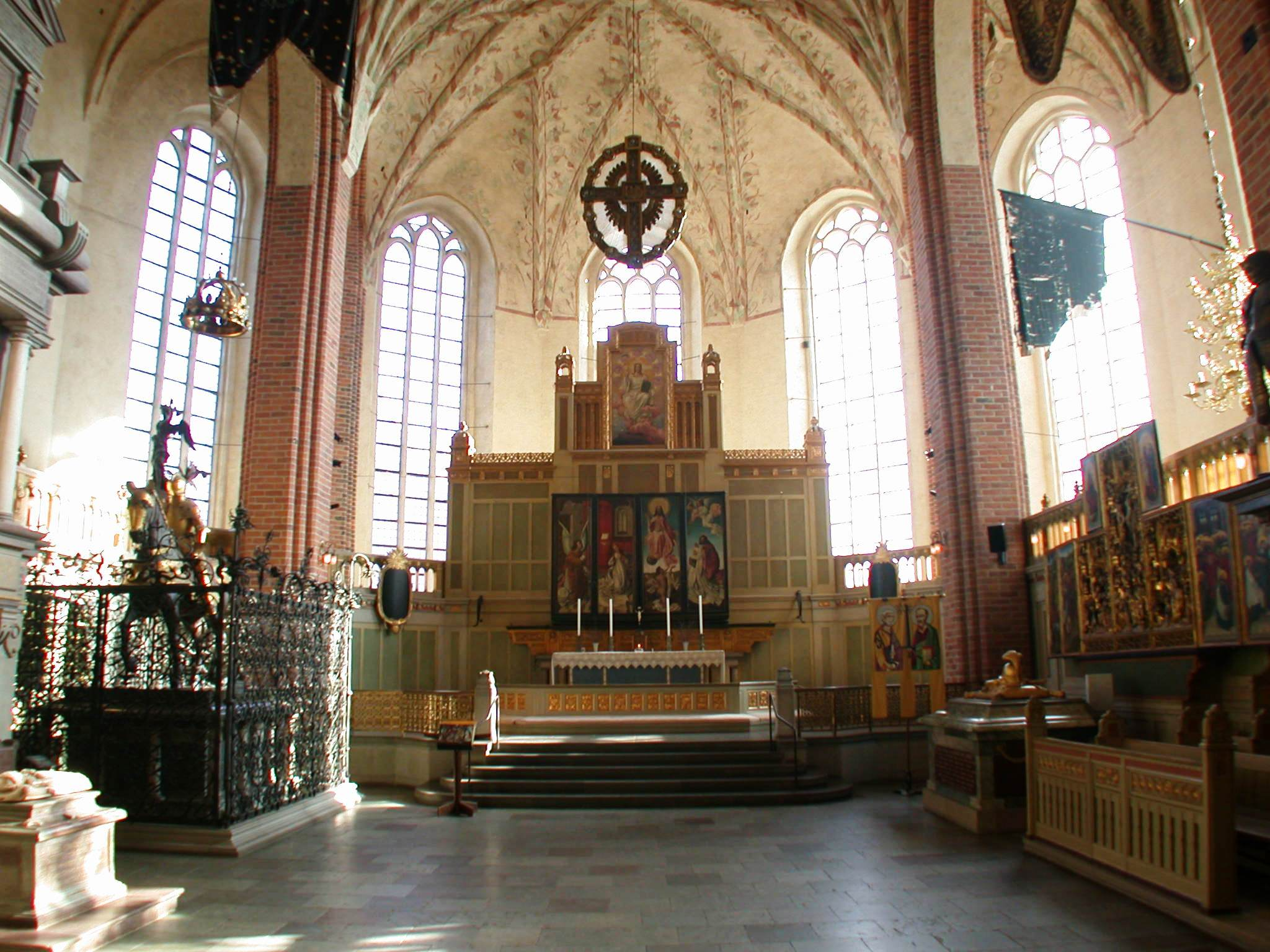
Chor

Der Dom zu Strängnäs ist die Kathedrale von Strängnäs in der schwedischen Provinz Södermanlands län. Sie ist den Aposteln Petrus und Paulus gewidmet. Der Dom ist eine dreischiffige gotische Backsteinkirche. Der Bau begann 1250; der charakteristische, 75 Meter hohe Kirchturm wurde in den 1740er Jahren errichtet. Der Bau ist schwedisches Reichsinteresse.

## Beschreibung
Die Domkirche stammt aus dem Mittelalter. Sie wurde aus Backstein gemauert und besteht aus einem Langhaus mit einem säteritak, einem Walmdach mit dazwischen gesetztem vertikalen Teil mit Fenstern, einem polygonalen Chor im Osten und einem mächtigen Turm im Westen.
Der Turm besitzt im Erdgeschoss ein Eingangsportal. Zwischen dem Turm und dem Langhaus gibt es Reste des ursprünglichen Kirchenportal. Das Langhaus ist dreischiffig ausgeführt mit einfachem Kreuzgewölbe, während der Hohe Chor ein Sterngewölbe aufweist. Um den Chor verläuft der Chorumgang, entlang der Wände gibt es eine Reihe von Seitenkapellen und im Norden eine Sakristei.

## Geschichte
Bereits im frühen 12. Jahrhundert wurde auf dem Platz, auf dem heute der Dom steht, eine Stabkirche aus Holz gebaut, wahrscheinlich mit der für die Wikingerzeit typischen Blattornamentik. In den 1250er Jahren kamen Dominikaner nach Strängnäs und begannen mit dem Bau eines Konvents am nördlichen Stadtberg, wo der Heilige Eskil gesteinigt worden war. Die Dominikanerkirche und die Kernpartie der Domkirche waren Zwillingskirchen. Die Bettelordensmönche hatten gelernt, wie man Steine verbaut, und verwendeten beim Baubeginn in den 1250er Jahren für den Bau einer neuen größeren Kirche nur Backstein. Die neue Kirche wurde rund um die bestehende Holzkirche gebaut, so dass sie während der Bauzeit weiterhin Gottesdienste feiern konnten. Die Kirche wurde möglicherweise im Sommer 1291 von Bischof Anund Jonsson eingeweiht und brannte noch am gleichen Tag. Bis in die 1330er Jahre gibt es keine zuverlässigen Angaben zur Kirche. Aus einer Urkunde geht hervor, dass Bischof Styrbjörn 1334 eine Einweihung vornahm.
Dieser erste Teil, gebaut in der Form einer rechteckigen Hallenkirche, wird heute als „Kern der Kirche“ bezeichnet. Bereits 1342 kam die erste Erweiterung: Ein Heiliger Chor mit Kalkbemalung. Dann wurden die Kapellen auf der Südseite gebaut: Der Steinbock-Chor im Osten um 1340 bis 1345, dann der Grabchor des Carl Carlsson Gyllenhielm und der djäknekoret. An das westliche Ende der Südseite des Langhauses wurde 1404 eine Jungfrau Maria und in den 1430er Jahren Gemälde und drei Hagioskope, um 1425 der Chor derer von Hessenstein gebaut.
Im 14. Jahrhundert entstanden Gewölbemalereien im Langhaus. Zwischen 1424 und 1444 wurde der Westturm gemauert. 1448 bis 1462 wurde im Osten der gotische, polygonale Hochchor mit Chorumgang gebaut sowie eine Sakristei im Norden. Nachdem der Hochchor mit Kalkwandmalereien eines namentlich nicht bekannten Meisters dekoriert worden war, wurde er am Johannisabend 1462 eingeweiht.
1479 kam Kort Rogge († 1501) als Bischof. Er war ein politisch aktiver Kirchenmann, der sich auch im Domkirchenbau engagierte. Nach einem Brand im Jahre 1473 wurden die beschädigten Teile repariert, aber der Bischof ließ auch den Kirchturm erhöhen und deckte die ganze Kirche mit einem gemeinsamen Dach. Bis etwa 1500 kamen eine Seitenkapelle und eine weitere Sakristei im Norden hinzu. Er spendete auch Altartücher, von denen die größeren, die für den Hochaltar, in Flandern und in Brüssel 1490 hergestellt wurden.
1648 wurde das große westliche Portal mit Säulen fertiggestellt; 1740 bis 1742 erhielt der Turm seine heutige Haube, wahrscheinlich von Carl Hårleman (1700–1753).
1907 bis 1910 fand eine umfassende Restaurierung unter der Leitung von Fredrik Lilljekvist (1863–1932) mit Sigurd Curman (1879–1966) als Kontrolleur statt. Sitzbänke, die Leuchter an den Säulen, Chorausstattung mit Orgelfassade-Säulen, alles ausgeführt im Jugendstil, wurden zurückgeführt auf ihren ursprünglichen Zustand; die Kathedrale in Strängnäs ist somit die Kathedrale in Schweden mit am besten erhaltenem mittelalterlichen Charakter.
Am 26. Dezember (Stefanitag) 1999 wurde die Märtyrerkapelle eingeweiht. Unter anderem gibt es eine Skulptur aus dem späten 15. Jahrhundert, die vom Lübecker Bernt Notke gefertigt wurde und Erik den Heiligen darstellt.

## Ausstattung
Der Flügelaltar (1480–1490) mit Darstellungen des Weihnachtsevangeliums und der Passion Christi wurde in Flandern gefertigt und 1490 in Brüssel fertiggestellt. Schwedens ältester Flügelaltar ist ein Geschenk von Bischof Kort Rogge. Der Marienaltar (1507–1508) wird der Werkstatt Jan Bormans zugeschrieben.
Der Taufstein stammt aus dem 12. Jahrhundert und besitzt eine Silberschale aus dem Jahr 1992, gefertigt von Anna-Stina Åberg. Das Bronzetaufbecken wurde um 1400 gegossen. Die Kanzel im gustavianischen Stil wurde 1789 vom Hofbildhauer Pehr Ljung gebaut. Ein Kalksteinmonument zeigt Olaus Petri und Laurentius Andreae, es wurde 1952 zur 400-Jahr-Feier der Einführung der Reformation in Schweden von Erik Strand gefertigt.
Eine Herrschaftsbank diente möglicherweise dem Bischof. Ein Grabstein erinnert an Bischof Thomas († 1443). Der Dom birgt die Runensteine bzw. -inschriften Runsten sö 277, Sö 279 und Sö 281 (der Ingvarsteine) an der südlichen Wand.

## Grablege
Die Kirche beherbergt u. a. das Grabmal der im Kleinkindalter verstorbenen Prinzessin Isabella Johansdotter, einer Tochter von Johann III. und Katharina Jagiellonica. Außerdem liegen hier Johann Kasimir von Pfalz-Zweibrücken und Katharina Wasa († 1638) sowie Karl IX. († 1611) und Christine von Schleswig-Holstein-Gottorf begraben. Die Grabkrone und der Reichsapfel von Karl IX. sowie die Grabkrone seiner Frau Königin Christine wurden 2018 bei einem Raub entwendet und im Februar 2019 in Stockholm in einer Mülltonne wieder aufgefunden. Die geraubten Grabregalien haben einen Schätzwert von mehr als sechs Millionen Euro.

## Dombibliothek
Die Bibliothek des Strängnäser Doms (Strängnäs domkyrkobibliotek) ist eine von Schwedens ältesten noch bestehenden Bibliotheken. Ihr Ursprung liegt im Jahr 1316, als das Strängnäser Dominikanerkloster in einem Testament eine Bücherspende erhielt. Sie wurde von den Bischöfen Kort Rogge und Johannes Matthiæ ausgebaut. Königin Christina von Schweden erweiterte den Bücherbestand mit Kriegsbeute, vor allem aus den Städten Prag, Olmütz und Nikolsburg. Schenkungen und Vermächtnisse von Diözesanpriestern vergrößerten den Bestand auch in den folgenden Jahrhunderten. Henrik Aminson (1814–1885) veröffentlichte das über 600 Seiten umfassende gedruckte Verzeichnis Bibliotheca Templi Cathedralis Stregnensis 1863 , quae maximam partem ex Germania Capta est circa finem belli triginta annorum, descripta. Dombibliothekarin Ragnhild Lundgren hat einen modernen EDV-Katalog in der Datenbank LIBRIS der Königlichen Bibliothek zu Stockholm (Kungliga biblioteket, Schwedens Nationalbibliothek) veröffentlicht, die 2017 zusammen mit einer wissenschaftlichen Einführung in zwei Bänder gedruckt mit fast 1200 Seiten: Strängnäs domkyrkobibliotek. Systematisk katalog över tryckta böcker (Strängnäs-Dombibliothek. Systematischer Katalog der gedruckten Bücher).
Bis ins 19. Jahrhundert befand sich die Bibliothek im (ehemaligen) Schulgebäude. Heute ist sie im Bibliothekschor, in der nordwestlichen Ecke des Doms untergebracht.

## Orgel

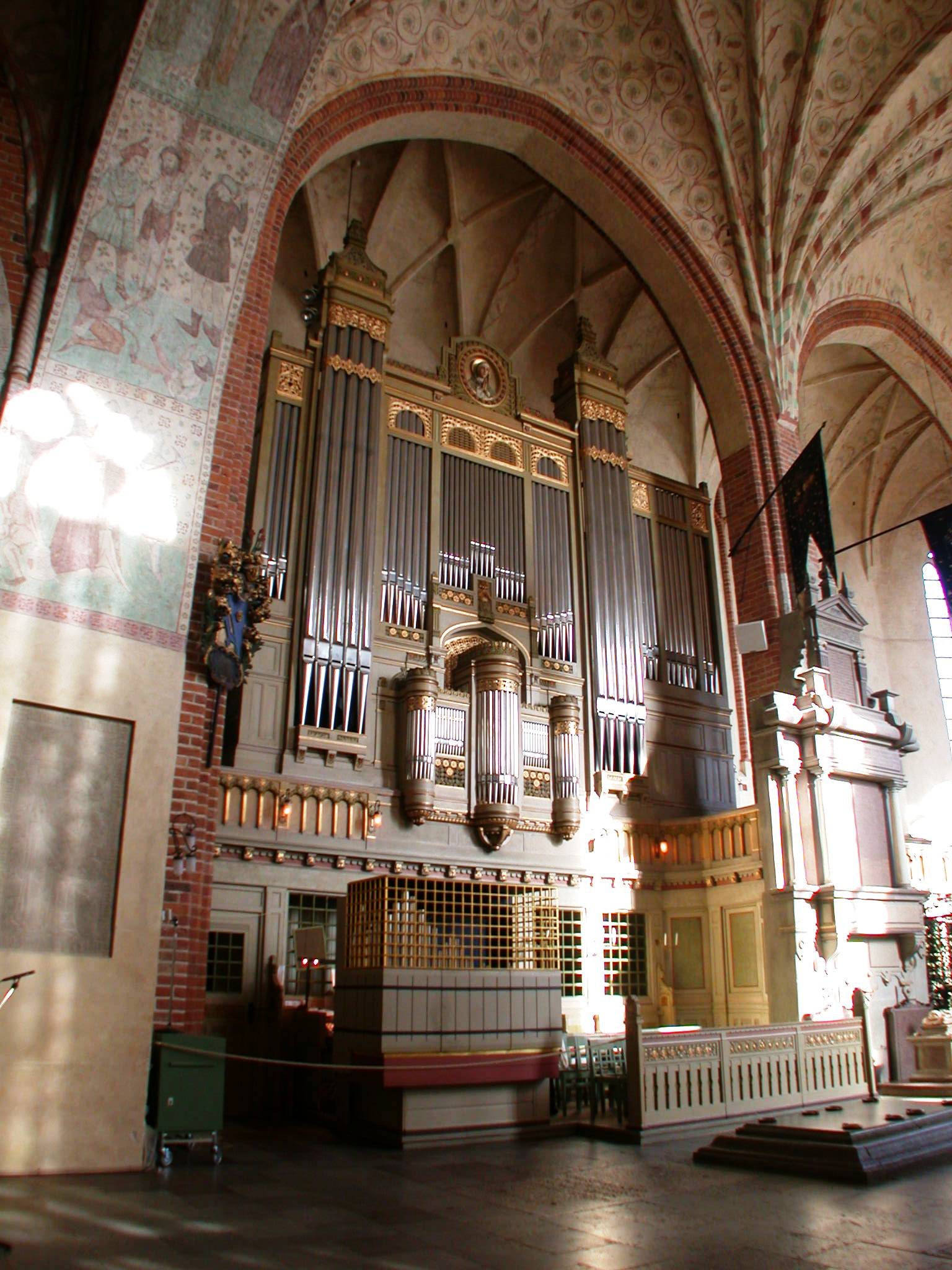
Die Orgel von 1971

Am 12. Juni 1473 wurde bei einem Feuer in der Stadt, das schwere Schäden auch an der Kathedrale anrichtete, auch die Orgel beschädigt. 1575 ist ein Organist verzeichnet. 1578 vollendete der Orgelbauer Henrik seine Arbeit. In den 1580er Jahren wurde die Orgel repariert. Am 28. Juni 1631 brannte es wieder. 1636 baute Philip Eisenmenger († 1655) eine Orgel und Schreiner Michael Rechner das Orgelgehäuse. 1638 wurde ein Rückpositiv mit acht Stimmen fertig, 1648 die gesamte Orgel.
1703 renovierte Johann Niclas Cahman (1679–1737) das Instrument. 1715 / 1717–1720 wurde eine erneute, umfangreiche Renovierung von Johann Niclas Cahman unternommen. Er baute ein neues Pedal und einen neuen Blasebalg ein. 1723 brannte es wieder. Im Jahr 1734 machte der Orgelbauer Olof Hedlund († 1749) die Orgel wieder spielbar. 1745 erneuerte Daniel Strähle (1700–1746) die Orgel. 1754 wurden verschiedene Mängel festgestellt, die 1758 behoben wurden. 1773 beschrieb Abraham Abrahamsson Hülphers das Instrument in der „Historisk Afhandling om Musik och Instrumenter särdeles om Orgelwerks Inrättningen i Allmänhet jemte Kort beskrifning öfwer Orgwerken i Swerige“.
1776 wurde die Notwendigkeit der Reparatur festgestellt und von Gouverneur Carl Lagerbring genehmigt. Olof Schwan (1744–1812) wird 1778 mit der Reparatur beauftragt. 1799 war das Instrument wieder verfallen. Johan Ewerhardt (1760–1847) wurde verpflichtet, um ein neues Orgelwerk zu bauen. 1804 wurde Johan Ewerhardts neues 40-stimmiges Instrument von Olof Schwan abgenommen. 1849 berichtet Professor Carl Georg Brunius von der neuen Orgel und ihrer Lage.
Während der 1840er Jahre beginnen Diskussion über eine neue Orgel. 1850 machen die Orgelbauer Johan Blomqvist (1775–1851) und William Anders Lindgren (1807–1860) dazu einen Vorschlag, der aufgrund Blomqvists Tod 1851 verfällt. Von 1859 bis 1860 bauen Erik Adolph Setterquist und Per Larsson Akerman eine neue Orgel im Westen mit 37 Stimmen auf zwei Manualen und Pedal. Diese Orgel erhielt Kegelladen und eine mechanische Traktur mit Pneumatik. Der Spieltisch steht frei. Nach der Inspektion der Professoren Gustaf Adolf Mankell und Palmstedt und Mmekanikus Moberg geben diese an, dass sie „bisher nichts dergleichen in Schweden so perfekt“ erlebt hätten. Am 4. November 1860 weiht Bischof Thure Annerstedt die Orgel. Die alte 12-stimmige Orgel wurde der Kirche Dunkers überlassen.
Von 1907 bis 1910 wurde die Orgel von der westlichen Empore auf eine neue Empore im nördlichen Chorumgang verbracht und erhielt einen neuen Prospekt. 1944 baute Nils Hammarberg das Instrument im Sinne der Orgelbewegung um. 1971 bauten Troels und Finn Krohn (Dänemark) eine neue viermanualige Orgel unter Erhaltung der Pfeifen von 1860. Das neue Instrument verfügt über eine mechanische Traktur, elektrische Registertraktur und elektrische Koppeln. 1986 wurde das elektrische System umgebaut und 1994 erweitert mit einem Computer.
| I Hauptwerk C–g3 |       |
| Gedaktpommer     | 16′   |
| Principal        | 8′    |
| Spetsflöt        | 8′    |
| Oktav            | 4′    |
| Nachthorn        | 4′    |
| Quinta           | 2 ⁄3′ |
| Oktav            | 2′    |
| Mixtur VI–VIII   |       |
| Cymbel III       |       |
| Trumpet          | 8′    |

| II Positiv C–g3  |       |
| Gedackt          | 8′    |
| Quintadena       | 8′    |
| Principal        | 4′    |
| Blockflöt        | 4′    |
| Hålflöt          | 2′    |
| Nasat            | 1 ⁄3′ |
| Sesquialtera III |       |
| Scharf IV        |       |
| Rankett          | 16′   |
| Krumhorn         | 8′    |
| Skalmeja         | 8′    |
|                  |       |
| Tremulant        |       |

| III Schwellwerk C–g3 |     |     |
| Principal            | 16′ | (H) |
| Borduna              | 16′ | (H) |
| Principal            | 8′  | (H) |
| Flöt harmonique      | 8′  | (H) |
| Rörflöt              | 8′  | (H) |
| Gamba                | 8′  |     |
| Oktav                | 4′  | (H) |
| Flöt octaviante      | 4′  |     |
| Quinta               | 3′  | (H) |
| Oktav                | 2′  | (H) |
| Cornett IV           |     | (H) |
| Mixtur III           |     | (H) |
| Cymbel IV            |     |     |
| Trumpet              | 16′ | (H) |
| Trumpet              | 8′  | (H) |

| IV Ekoverk C–g3 |    |     |
| Principal       | 8′ | (H) |
| Borduna         | 8′ | (H) |
| Salicional      | 8′ |     |
| Voix céleste    | 8′ |     |
| Oktav           | 4′ |     |
| Ekoflöt         | 4′ | (H) |
| Flageolette     | 2′ | (H) |
| Piccolo         | 1′ |     |
| Tersmixtur IV   |    |     |
| Fagott-Oboe     | 8′ | (H) |
| Voix humaine    | 8′ | (H) |
| Tremulant       |    |     |

| Pedal C–f1 |     |     |
| Principal  | 16′ | (H) |
| Subbas     | 16′ | (H) |
| Violon     | 16′ | (H) |
| Quinta     | 12′ | (H) |
| Oktav      | 8′  | (H) |
| Borduna    | 8′  | (H) |
| Oktav      | 4′  | (H) |
| Nachthorn  | 2′  |     |
| Mixtur VI  |     |     |
| Kontrabass | 32′ | (H) |
| Bass       | 16′ | (H) |
| Trumpet    | 8′  | (H) |
| Clairon    | 4′  | (H) |

- Koppeln: I/P, II/P, III/P, IV/P, I/II, III/II, IV/II.
- Anmerkung

(H) = Pfeifen aus Setterquist/Akerman (1860).

## Runensteine
Die drei Ingvarsteine in der Strängnäs domkyrka sind oder waren in den Mauern des Doms eingebaute Fragmente. Es gibt vier weitere Runensteine in der Kirche. Darunter ist mit Sö 278 möglicherweise ein weiterer Ingvarstein.